# Skoraj poletje
Skoraj poletje je deseti album skupine Hiša. Poleg zgoščenke album vsebuje tudi DVD-ploščo, na kateri so posnetki nastopa skupine Hiša v oddaji Sobotna noč (14. 4. 1999) in v oddaji Glasbena ogrlica (14. 9. 2002) na RTV Slovenija.

## CD

### Seznam skladb
Vse pesmi je napisal in uglasbil Andrej Guček, razen »Skoraj poletje«, besede Uroš Zupan.
| Št. | Naslov            | Dolžina |
| --- | ----------------- | ------- |
| 1.  | „Dež‟             | 5:21    |
| 2.  | „Jasnina‟         | 5:09    |
| 3.  | „Tistega dne‟     | 5:02    |
| 4.  | „Sabina‟          | 3:02    |
| 5.  | „Skoraj poletje‟  | 3:33    |
| 6.  | „Tišina‟          | 4:06    |
| 7.  | „Maestral‟        | 2:47    |
| 8.  | „Obljube‟         | 3:49    |
| 9.  | „Zeitgeist blues‟ | 3:47    |
| 10. | „Položi roko‟     | 4:15    |

## DVD

### Seznam posnetkov
Sobotna noč, TV Slovenija, 14. april 1999
1. »Zaman«
2. »Kdo si«
3. »Kompas srca«
4. »Spomin na maj«
5. »Brez tebe«
6. »Uspavanka«
7. »Nočna vožnja«
8. »Srečna mesta«
9. »Mostovi so padli«
10. »Neskončna pot«
11. »Neštetič«
12. »Pričakovanje«
13. »Poet«
14. »Sprehod«
15. »Jesen«
16. »Mesto prihodnosti«
17. »Ledene ceste«
18. »Pogovor«

Glasbena ogrlica, TV Slovenija, 14. september 2002
1. »Silicijevo Nebo«

## Zasedba

### Hiša
- Andrej Guček – solo vokal, kitare, klaviature, orglice
- Vili Guček – vokal, bas kitara
- Martin Koncilja – vokal, ritem kitara
- Iztok Pepelnjak – vokal, bobni, tolkala

### Gostujoči glasbeniki
- Žiga Golob – kontrabas
- Boštjan Gombač – kositrna piščal
- Jani Hace – bas pri »Jasnina«
- Simon Jurečič – bas pri »Tistega dne« in »Zeitgeist blues«
- Davor Klarič – Rhodes, Hammond orgle
- Janez Križaj – programiranje, tolkala
- Andraž Mazi – pedal steel kitara, slide kitara
- Miloš Simić – violina
- Jure Tori – harmonika